# Chocapic
Chocapic é um cereal com sabor a chocolate distribuído pela Nestlé na maior parte da Europa, Médio Oriente e na América Latina.
O cereal é composto de flocos de trigo cobertos de chocolate. A mascote do cereal é Pico, um cão que adora chocolate, e que está sempre referindo-se ao facto de Chocapic ter um sabor forte a chocolate. Em anúncios posteriores, é visto com uma criança de nome Pierre, a impedir que ladrões roubem os cereais e explicando a origem de Chocapic (a explicação mais usual é que um balão cheio de chocolate explodiu, caindo o chocolate num campo de trigo, criando as pétalas de chocolate). Em 2006, foi lançado um novo produto relacionado a estes cereais, Chocapic Duo, que apresenta as pétalas de chocolate de costume e pétalas de chocolate branco, criando assim um novo produto.

## História
Os cereais Chocapic foram lançados em 1986, tal como Corn Flakes, Sportis, Crepitas e Estrelitas. No ano do seu lançamento em Portugal, tinha uma embalagem branca e um moinho como mascote. A embalagem viria a tornar-se castanha em 1988, de modo a reforçar a ligação ao chocolate. Neste ano, é reforçada a marca Chocapic com uma música própria na publicidade. A marca muda de mascote em 1991, com a aparição do cão Pico, esta mudança deu-se com o objectivo de aproximar a marca do público mais jovem. A marca tem vindo a diversificar-se, em 2001 são lançadas as barras de cereais da marca, em 2006 é lançado o Chocapic Duo e recentemente foi lançado o Chocapic Go (saquetas individuais).